# جاده ئی۲۶ اروپا

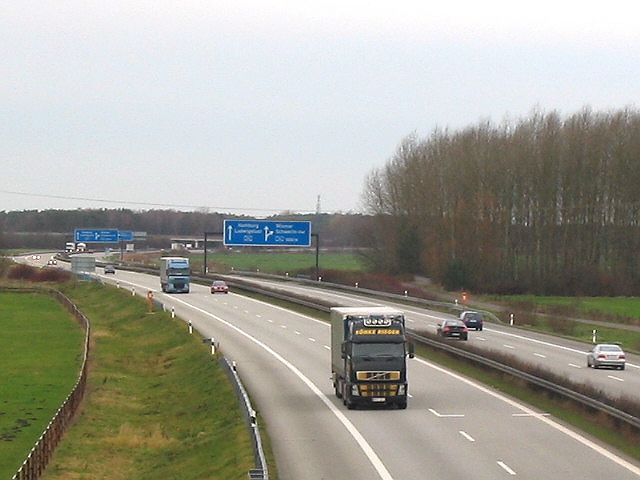
جاده ئی۲۶ اروپا در آلمان

جاده ئی۲۶ اروپا (به انگلیسی: European route E26) یکی از جاده‌های اصلی قاره اروپا است که در کشور آلمان قرار دارد.
این جاده که از شهر هامبورگ شروع شده، در شهر برلین به پایان میرسد و ۲۸۳ کیلومتر مسافت دارد.